# Владислав Врублевський
Владислав Врублевський (пол. Władysław Wróblewski, 21 березня 1875, Краків — 19 серпня 1951, Лодзь) — польський юрист, директор Департаменту політичних відносин, міністр закордонних справ та прем'єр-міністр Королівства Польща (листопад 1918).

## Біографія
Владислав Врублевський був доцентом управління та адміністративного права Ягеллонського університету. 19 січня 1918 Врублевський очолив апарат управління прем'єр-міністра Королівства Польща. 4 листопада 1918 року через політичну кризу та нестабільну ситуацію призначений на посаду прем'єр-міністра Королівства Польща та міністра зовнішніх справ. У часи уряду Єнджея Морачевського очолював апарат Кабінету міністрів у ранзі держсекретаря. У 1923—1925 роки він був послом Республіки Польща у Лондоні та Вашингтоні. У 1929—1936 роки — президент Банку Польщі.
Був причетний, як юрист до розробки Конституції Республіки Польща, наполягаючи на копіюванні норм французького основного закону.

## Директор Польського Банку
У період 1929—1936 років Владислав Врублевський очолював Польський Банк при правлінні прем'єр-міністра Владислава Грабського. Це був один з найтяжчих періодів реформування країни та створення грошово-кретидної та фіскальної системи країни. Врублевський був тим, хто проводив неоднаразову емісію грошових знаків.
Підписані Владиславом Врублевським грошові знаки є одними з найпопулярніших серед колекціонерів сьогодення.

## Відносини з Україною
У часи знаходження при владі як прем'єр-міністр Королівства Польща та міністр закордонних справ вів перемовини з українським урядом П. П. Скоропадського. Був одним з 22 очільників держав з ким Гетьманат Скоропадського встановив законом від 6 листопада 1918 року дипломатичні відносини. Крім того, окремо як міністр, узгоджував питання відкриття консульських установ.